# Phaeonychium surculosum
Phaeonychium surculosum är en korsblommig växtart som först beskrevs av Nikolaj Adolfovitj Busj, och fick sitt nu gällande namn av Viktor Petrovitj Botjantsev. Phaeonychium surculosum ingår i släktet Phaeonychium och familjen korsblommiga växter. Inga underarter finns listade i Catalogue of Life.